# Cynisca gansi
Cynisca gansi är en ödleart som beskrevs av  Dunger 1968. Cynisca gansi ingår i släktet Cynisca och familjen Amphisbaenidae.
Artens utbredningsområde är Nigeria. Inga underarter finns listade i Catalogue of Life.